# 金沢市立泉野小学校
金沢市立泉野小学校（かなざわしりつ いずみのしょうがっこう、英語: Kanazawa Municipal Izumino Elementary School）は、石川県金沢市緑が丘に所在する公立小学校。
1950年代における金沢市内の新住宅地整備に伴う居住者人口増加により、急増した児童を収容するために、当校が設立された。

## 沿革
《主要な出典：》
- 1953年（昭和28年）
  - 7月5日 - 第2十一屋町小学校建設起工式。
  - 12月24日  - 第1期工事竣工。金沢市立十一屋町小学校泉野分校設置[注釈 1]。
- 1955年（昭和30年）
  - 10月7日 - 木村栄博士胸像除幕式。
  - 12月10日 - 第4期工事竣工。完成式を挙行[5]。収容児童は約800人。
- 1958年（昭和33年）
  - 11月24日 - 第7期工事（第4棟）竣工。
  - 12月6日  - 十一屋町小学校泉野分校落成式を挙行。総工費8000万円。敷地面積・建物延床面積いずれも十一屋町小学校本校を上回った[6]。
- 1959年（昭和34年）
  - 4月1日 - 金沢市立泉野小学校として独立[注釈 2][7]。当時の所在地表記：金沢市泉野出町1番地[8]。
  - 10月22日 - 開校式挙行。
- 1963年（昭和38年）6月1日[9] - 住居表示実施による町名変更のため、所在地の表記が金沢市緑が丘4番64号（現行）となる。
- 1972年（昭和47年）7月22日 - プール竣工。
- 1974年（昭和49年）3月31日 - プレハブ校舎4教室竣工。
- 1978年（昭和53年）9月16日 - 創立20周年記念式典挙行。
- 1983年（昭和58年）3月25日 - 新校舎建設起工式。
- 1984年（昭和59年）11月15日 - 新校舎竣工式典を挙行[10]。
- 1991年（平成03年）10月2日 - 体育館改築起工式。
- 1992年（平成04年）10月22日 - 体育館竣工式典挙行。
- 1998年（平成10年）4月1日 - 特殊学級（情緒）開設。
- 1999年（平成11年）10月22日 - 創立40周年記念式典挙行。
- 2001年（平成13年）4月1日 - 特殊学級（知的）開設。
- 2004年（平成16年）4月1日 - 特殊学級（肢体）開設。
- 2009年（平成21年）10月22日 - 創立50周年記念式典挙行。
- 2019年（令和元年）11月12日 - 創立60周年記念式典・記念講演を挙行[11][12]。
- 2021年（令和03年）12月11日 - 第49回マーチングバンド全国大会・小学生の部で泉野小学校金管クラブが入賞[13]。

## 校規
- 平常時は標準服の着用が義務付けられている。[要出典]

## 進学先
市立中学校に進学する場合、金沢市立野田中学校に進学する。

## 主な卒業生
- 北川ひかる - 女子サッカー選手
- 竹村りゑ - 北陸放送アナウンサー